# 피에르 보우리가드
피에르 G.T. 보우리가드(Pierre Gustave Toutant-Beauregard; 1818년 5월 28일 ~ 1893년 2월 20일)는 프랑스계 미국인으로 미국 남북 전쟁 중 남부동맹의 장군이었으며, 작가이자, 사회운동가이자, 발명가이기도 했다. 섬터 요새와 제1차 불런 전투를 승리로 이끌었으며, 여러 전투에 지휘관으로 참전하였다.

## 어린 시절
보우리가드는 루이지애나주 뉴오를레앙 외곽 세인트버나드파리쉬에 위치한 "Contreras" 대농장에서 태어났다. 군복무 시절 친구들에게서 많은 별명으로 불렸는데 "작은 Creole", "보리", "작은 프랑스인", "펠릭스", 그리고 "작은 나폴레옹" 등이었다. 보우리가드는 특히 "작은 나폴레옹"이라 불리기를 좋아했다고 한다. 1838년, 웨스트포인트 미국 육군사관학교를 졸업했는데, 포병 및 공병 학과에서 우수한 성적을 냈다. 이때 그를 가르친 교관 중에 한 명이 훗날 섬터 요새에서 보우리가드에게 항복하게 되는 앤더슨 소령이었다(앤더슨 소령은 전쟁 후 항복 당시의 찢어진 성조기를 요새에 다시 게양하게 된다).
미국-멕시코 전쟁 중에 윈필드 스코트 밑에서 공병으로 참전했다. 그곳에서 그는 콘트레라스 전투에서 대위로 명예 진급했고, 카풀테펙 전투에서는 소령으로 명예진급했으며, 그곳에서 1847년에 어깨와 허벅지에 부상을 당했다. 그의 결혼 생활에 대해서 알려진 것이 적음에도 불구하고 장차 남부동맹의 외교관이 될 존 슬리델(John Slidell)의 매형이었다.
보우리가드는 그의 고향 마을에서 정계에 입문했고, 1858년 뉴올리언즈 시장 선거에서 크게 패했다. 1858년부터 1861년까지 뉴올리언즈 배수 공사의 수석 엔지니어로 일했다. 웨스트포인트에서 배운 공병 실력 덕분이었다. 그 후 웨스트포인트로 생도들을 가르치기 위해 복귀했는데, 1861년 1월에 교장이 되었다. 그러나, 불과 며칠 뒤에 루이지애나주가 연방에서 탈퇴하자 사임했다. 웨스트포인트 역사상 가장 짧은 기간 동안 재임한 교장이라는 기록을 세우게 된다.

## 남북전쟁 중
보우리가드는 1861년 3월에 준장 계급으로 남부동맹군에 입대했으나. 7월 21일에 남부동맹의 8명 장군 중의 한 명으로 승진되었다. 그의 임관날짜가 그를 남부동맹에서 15명번째 최상급 장군으로 만든 것이다. 그는 뉴올리언즈를 지키기 위해 강력한 부대를 배치할 것을 주장했으나, 제퍼슨 데이비스 남부동맹 대통령이 거절하였다. 이것 때문에 보우리가드와 데이비스 대통령 사이에는 시간이 지나면서 점점 정도가 심해진 마찰이 시작되었다. 데이비스 대통령도 군 출신으로 원래 야전군 지휘관이 되고 싶어했으나 대통령으로 선출되는 바람에 그러지 못한 때문인지 자주 사령관들과 충돌을 빚었다. 자기도 잘났다고 생각했기 때문이다. 이런 데이비스의 태도는 북군이 가장 두려워한 조지프 존스턴 장군과도 마찰을 불러와 가장 중요한 순간에 존스턴을 해임하는 등 실책을 범하기도 했다. 뉴올리언즈를 중시한 보우리가드의 태도는 사실 남부동맹이 연방으로부터 탈퇴한 이유와 일맥상통하는 것이기도 했는데, 자신의 고향 주를 더 중요시하게 여기는 분권주의적 성향인 것이다. 이는 이후 남부의 전쟁 수행 능력에 일정한 영향을 주었다.
보우리가드의 첫 번째 부임지는 사우스캐롤라이나 주의 찰스턴 주둔군 사령관직이었다. 그곳에서 1861년 4월 12일에 남북 전쟁의 시발점이 된 북군의 섬터 요새 공격을 지휘했다. 그와 존스턴은 웨스트포인트 동기생인 어빈 맥도웰의 북군을 패배시켜 제1차 불런 전투(1차 매나서스 전투)에서 남부동맹의 승리를 이끌었다. 제1차 불런 전투 기간 동안에 그는 수많은 다른 전투에서도 애용한 퀘이커포를 사용했다.
보우리가드는 테네시로 옮겼고, 샤일로 전투에서 앨버트 존스턴 장군이 전사했을 때 남군의 사령관직을 인수했다. 1862년 4월 6일, 전투 첫날의 성공에도 불구하고, 보우리가드는 북군을 패배시켰다고 생각해서 시기상조격인 공격을 지시했다. 둘째날, 율리시스 그랜트 장군이 병력을 증강시키고 반격을 가해오자 후퇴를 강요당했다. 이후에 헨리 할렉이 지휘하는 북군에 의해 보우리가드는 그의 보급기지인 미시시피의 코린트로부터 패주했다.
1862년부터 1864년까지 계속된 북군의 공격에 대항하여 사우스캐롤라이나의 찰스턴을 지켜내는 데에 성공했다. 1864년에 그는 버지니아 방위를 위해 로버트 리 장군을 지원하면서 버뮤다 백일 전투에서 벤저민 버틀러의 북군을 패배시키기도 했다. 버틀러에 대한 승리는 가장 인상적이었고, 보우리가드도 대단히 만족해했다. 그는 리와 데이비스 대통령에게 북부로 진격하여 그랜트와 버틀러를 패배시키고 전쟁에서 승리를 거두겠다고 제안하기도 했다.
이후 보우리가드는 서부지역 남군 사령관으로 임명되었다. 이후 테네시, 앨라배마, 미시시피 등에서 계속 종군했지만, 전쟁 후반에 등장한 윌리엄 셔먼(William Tecumseh Sherman)이 지휘하는 북군의 초토화 작전을 막기에는 역부족이었다. 그와 존스턴 장군은 1865년 4월에 노스캐롤라이나에서 북군의 셔먼에게 항복했다.

## 전후의 생애

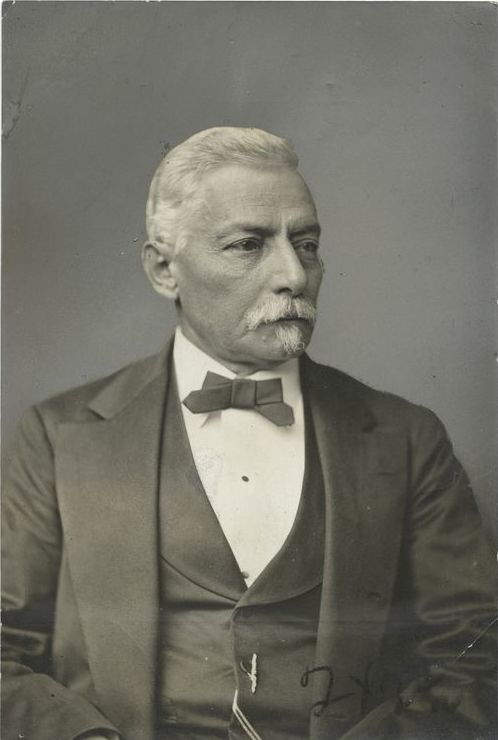
말년의 보우리가드

전쟁 후, 보우리가드는 해방된 흑인 노예들에게 시민권 및 투표권을 주는 것을 찬성했다. 하지만, 다른 남부 상류층들은 동의할 수 없었다.
보우리가드는 전쟁 중의 경험을 책으로 쓰기 시작했다. 그의 군사 관련 저작은 《Principles and Maxims of the Art of War》 (1863년), 《Report on the Defense of Charleston》, 《A Commentary on the Campaign and Battle of Manassas》 (1891년)등이 있다. 그는 《The Military Operations of General Beauregard in the War Between the States》 (1884년)의 공저자로는 인정받지 못했다.
한편 보우리가드와 제퍼슨 데이비스는 남부동맹의 패배에 대해 서로를 비난하는 시리즈물을 출판하기도 했다(게티스버그 전투의 패배를 놓고도 제임스 롱스트리트와 다른 참전 장군들 사이에도 비슷한 일이 있었고, 조지 피케트도 리를 끝까지 원망했다).
그의 능력은 외국에서도 인정받았다. 루마니아(1866년)와 이집트(1869년)로부터 군대의 지휘를 맡아달라는 제안을 받은 것이다. 외국인 군사고문이 낯설지 않았던 당시이고 신생 군대를 키우는 데 가장 빠른 방법이기도 했다(대한제국도 러시아인교관과 일본인 교관을 받아 신식 군대를 조련한 바 있다). 하지만, 보우리가드는 모두 거절하였다. 그에게는 고향이 더 중요했던 모양이다.
컨설팅 엔지니어겸 회사 감독관으로 철도 복구에도 참여했다. 1865년부터 1870년까지 〈뉴올리언즈, 잭슨&미시시피 철도〉의 대표를 지냈고, 1866년부터 1876년까지는 〈뉴올리언즈와 캐롤턴 스트리트 철도〉의 대표기도 했다. 그곳에서 그는 전철 시스템을 발명했다.
보우리가드는 주민병대 지휘관으로서 루이지애나주정부에서 일했고, 루이자애나 복권회사의 매니저로서 작은 성공을 거두기도 했다. 그러나 비록 개인적인 명예에도 불구하고, 복권 시스템의 부패를 개혁하는 데 실패했다(이 복권회사에 대해서는 여기를 참조하라). 보우리가드는 루이지애나주정부에서 일했으며 보우리가드는 뉴올리언즈에서 죽었고, 그곳의 메타이어 묘지에 묻혔다.

## 참고 문헌
- 영문판 위키 - Eicher, John H., & Eicher, David J., Civil War High Commands, Stanford University Press, 2001, ISBN 0-8047-3641-3.
- 한국어판 위키 - 영문판 위키 및 《남북전쟁 : 새로운 자유의 탄생》, 박정기 저, 삶과꿈(L&D), 2002년 4월, ISBN 89-7594-561-8